# Symposium national de sculpture monumentale métallique
Le Symposium national de sculpture monumentale métallique est un congrès rassemblant des artistes venus du monde entier afin de mettre en avant la ville de Thiers et son histoire industrielle. L'unique édition s'est tenue sur la commune de Thiers dans le département du Puy-de-Dôme en 1985.

## Origine du nom
L'origine du nom vient du fait que dans ce symposium, le travail du métal — qui est présent depuis le XVe siècle à Thiers - soit mis en avant par la création de « sculpture monumentale métallique ». 

## Histoire

### Histoire industrielle de Thiers

#### Moyen Âge
La force hydraulique de la Durolle est utilisée à Thiers dès le Moyen Âge pour mouvoir les moulins à farine, les foulons des tanneurs, les maillets des papetiers, et avec le développement de la coutellerie, les martinets des fondeurs et les meules des émouleurs,. Dès le XIIe siècle, un quart de la population Thiernoise exerce le métier de coutelier. Les objets produits dans la vallée sont exportés dans plusieurs pays au XVIIe siècle, en Espagne, en Italie, en Allemagne, en Turquie et « aux Indes »,.

#### Travail du métal

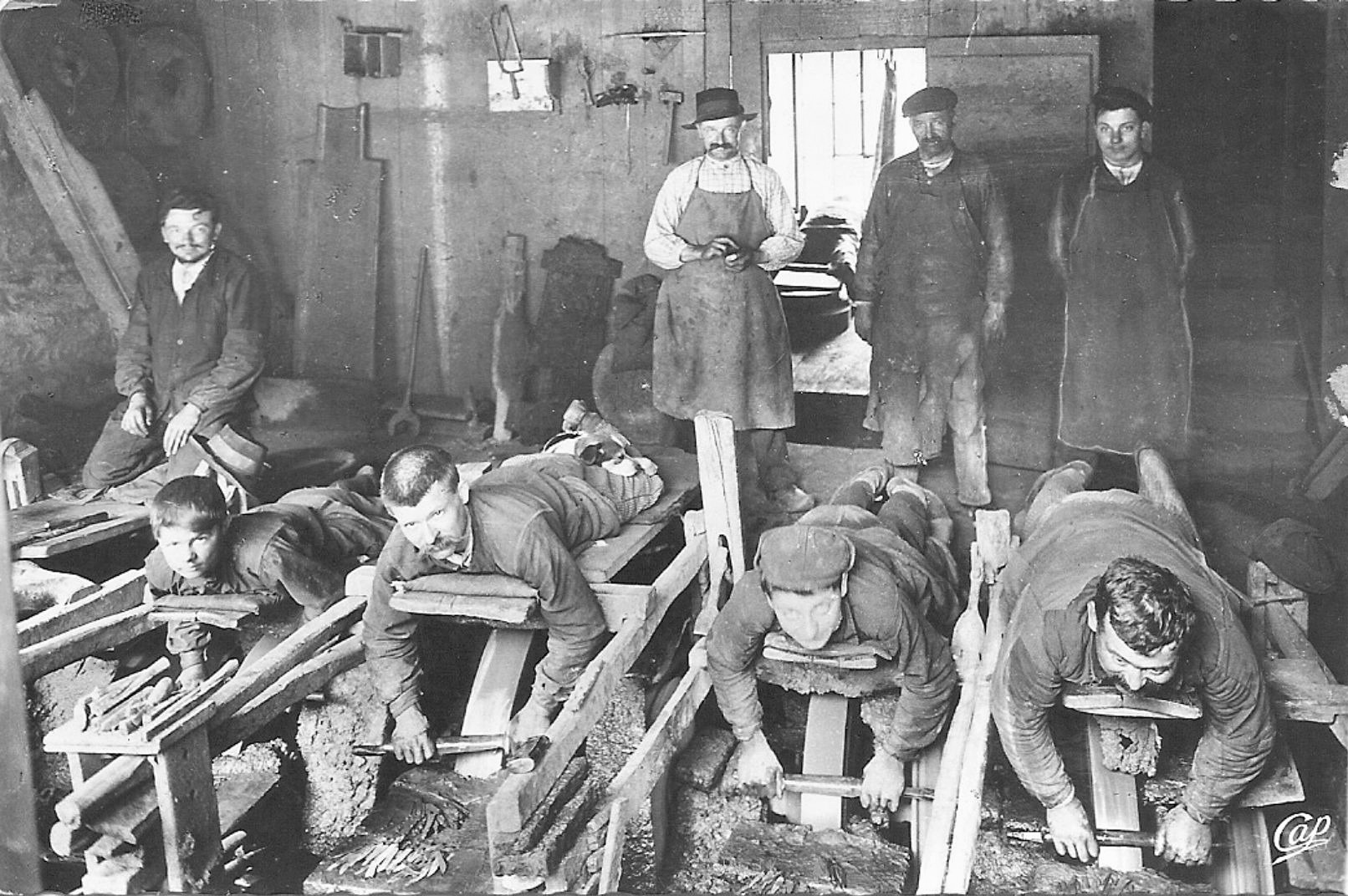
Des émouleurs de Thiers au début du XXe siècle.

Depuis le XVe siècle, Thiers est reconnue pour sa fabrication d'objets métalliques, allant des couteaux aux ciseaux. Le travail du métal, très présent dans la ville, est à l'origine de la renommée que Thiers tient dans la fabrication de couteau, dont elle est la capitale française et le plus gros bassin mondial en nombre d'entreprises et d'employés,. 
Pour monter un couteau il y a plusieurs étapes qui restent proches du travail du métal. Les barres d'acier que les entreprises reçoivent sont d'abord confiées aux « martinaires » qui les amincissent (afin qu'elles puissent être aiguisées) grâce à des martinets mus par la force hydraulique de la rivière. Les forgerons reçoivent ensuite ces barres avec lesquelles ils forgent les pièces de couteau. Ces pièces sont ensuite envoyées aux limeurs, aux perceurs, aux émouleurs puis aux polisseurs qui aiguisent et polissent les lames sur des meules entraînées par la Durolle. Le fabricant effectue lui-même la trempe, puis, après que le cacheur ait livré les manches, toutes les pièces sont finalement remises aux monteurs qui habitent les faubourgs de Thiers.

### Volonté de mettre en valeur l'histoire de la ville
Les 5 siècles de tradition artisanale et industrielle de la ville de Thiers donnent l'idée au conseil municipal de Thiers — alors présidé par Maurice Adevah-Pœuf — de montrer que l'art et l'artisanat possèdent une frontière qui s'est estompée. Pour ça, la ville de Thiers décide d'innover « sans trahir, sans renier » : c'est le but principal du symposium national de sculpture monumentale métallique. Ainsi, Thiers proclame ses 5 siècles du travail du métal par la voix de grands artistes mondiaux venus relayer l'œuvre des plus modestes artisans et ouvriers. 
À ce propos, Jack Lang, alors ministre de la culture, déclare : « La création industrielle et la création artistique disposent, en Auvergne, d'un site remarquable à la personnalité très forte : Thiers, célèbre depuis cinq siècles pour sa coutellerie et sa métallurgie de transformation ». Maurice Adevah-Pœuf, alors député-maire de Thiers, déclare quant à lui : « Thiers, ville médiévale de par l'architecture du centre ancien, ville détentrice d'une culture et d'une tradition technologique liées à une activité plusieurs fois centenaire, a voulu accueillir pendant trois mois l'art d'aujourd'hui et de demain ».

### Organisation de l'événement

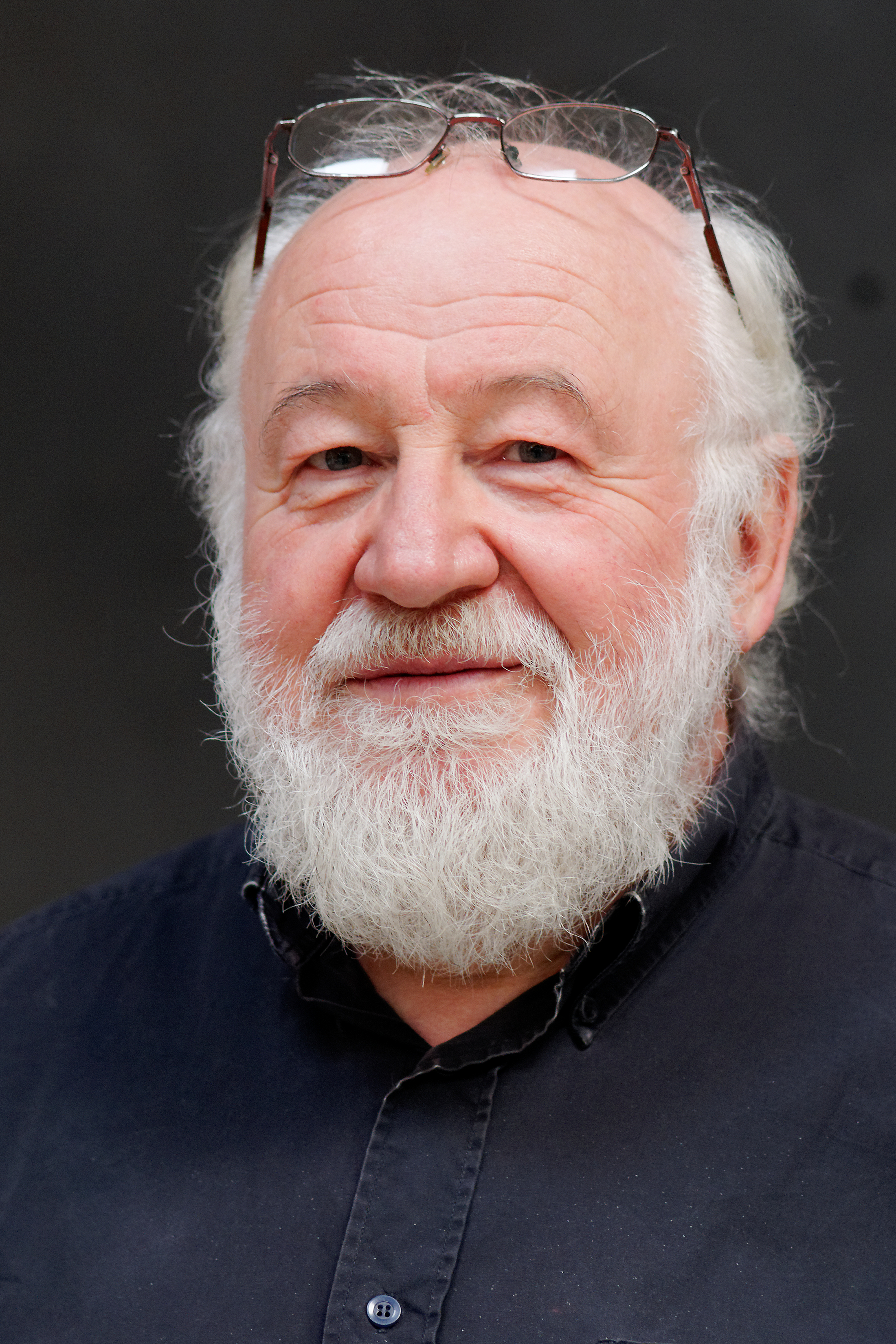
Vladimír Škoda dans son atelier en juillet 2011.

#### Appel à des artistes internationaux
Au milieu des années 1980, six artistes de renom sont invités par la municipalité de Thiers, à imaginer et créer des œuvres sur la commune pour un Symposium international de sculpture monumentale métallique, avec l'aide des associations et entreprises locales,. Les six se présentent pour l'événement et imaginent des œuvres avant de les construire. Les artistes invités sont Michel Gérard, Dennis Oppenheim, Patrick Raynaud, Vladimír Škoda, George Trakas et Yves guérin. Deux groupes de séigners sont également appelés pour proposer de nouvelles créations : Totem et Sowden-Du Pasquier.

#### Artistes venus rejoindre les premiers
Aux côtés des six artistes internationaux appelés par la ville de Thiers, onze créateurs ont souhaité s'associer au Symposium « In », c'est-à-dire à l'événement prévu à l'origine, pour venir réaliser dans la ville des sculptures — qui forme le Symposium « Off ». Leurs sculptures, généralement plus petites, sont installées de la même manière que celles du Symposium In sur la commune, avec l'accord de la municipalité.

### Œuvres créées
Plusieurs œuvres sont imaginées, dessinées puis construites en acier Corten en grande partie avec l'aide d'associations et d'entreprises du bassin Thiernois sur toute la commune,,.
| Œuvre                           | Artiste                            | Dimensions                                       | Illustration | État de conservation (janvier 2019) |
| ------------------------------- | ---------------------------------- | ------------------------------------------------ | ------------ | --- |
| Les Orbes de Borbe              | Michel Gérard                      | hauteur : 3,5 m largeur : 80 cm épaisseur : 3 cm |              | Une des cinq sculptures a été enlevée pour être récupérée par son créateur                                                                                |
| La Guillotine                   | Dennis Oppenheim                   | longueur : 18 m hauteur : 9 m                    |              | Sculpture démontée en 2003 pour être entreposée dans les locaux des services techniques de la ville                                                       |
| Le navire                       | Patrick Raynaud                    | longueur : 6 m hauteur : 3 m largeur : 2,5 m     |              | Sculpture toujours place |
| Les sphères                     | Vladimír Škoda                     | diamètre max : 448 mm diamètre min : 220 mm      |              | Les cinq sphères sont toujours en place |
| Le pont Épée et ses passerelles | George Trakas                      | longueur passerelle : 35 m longueur pont : 12 m  |              | Fermé en partie au public à cause de sa dangerosité |
| Le Balancier                    | Yves Guérin                        | hauteur : 3 m longueur : 6 m largeur : 1 m       |              | Une pierre manque au bon fonctionnement du balancier |
| Pierre plate                    | Jacques Bechon                     | hauteur : 2,7 m longueur : 15 m largeur : 10 m   |              | Sculpture toujours place |
| Basalte et acier                | Jean-Marie Boutaud                 | hauteur : 2,4 m largeur : 1,5 m                  |              | Sculpture déplacée vers la maison du parc Livradois-Forez à Saint-Gervais-sous-Meymont                                                                    |
| Le couteau                      | Roland Cognet                      | hauteur : 3 m largeur : 0,8 m                    |              | Sculpture démontée en 2016 pour des travaux, sans avoir été remise à sa place d'origine. Actuellement entreposée dans les services techniques de la ville |
| Acier                           | Serge Hélias                       | largeur : 2,2 m hauteur : 3 m                    |              | Sculpture jamais mise en place |
| Ensemble de structures          | Eric Ladavière                     | surface au sol : 250 m2                          |              | Sculpture rapidement démontée à cause de sa dangerosité pour la circulation                                                                               |
| Mur de béton                    | Pierre Landry et Jean-Yves Leblanc | longueur : 7 m hauteur : 2 m                     |              | Sculpture emportée par une crue de la Durolle |
| Toujours vers le ciel           | Mart Legersté                      | hauteur : 7,5 m                                  |              | Sculpture toujours en place |
| Hélice                          | Manon Morin                        | hauteur : 2,5 m longueur : 3 m largeur : 3 m     |              | Sculpture démontée |
| Création                        | Frank Pélissier                    | hauteur : 1 m longueur : 2,7 m                   |              | Sculpture démontée |
| Vers l'espace                   | René Roche                         | hauteur : 12 m longueur : 6 m largeur : 4 m      |              | Sculpture démontée |

Les cases grisées signifient qu'aucune photographie de l'œuvre est disponible.

## Partenaires

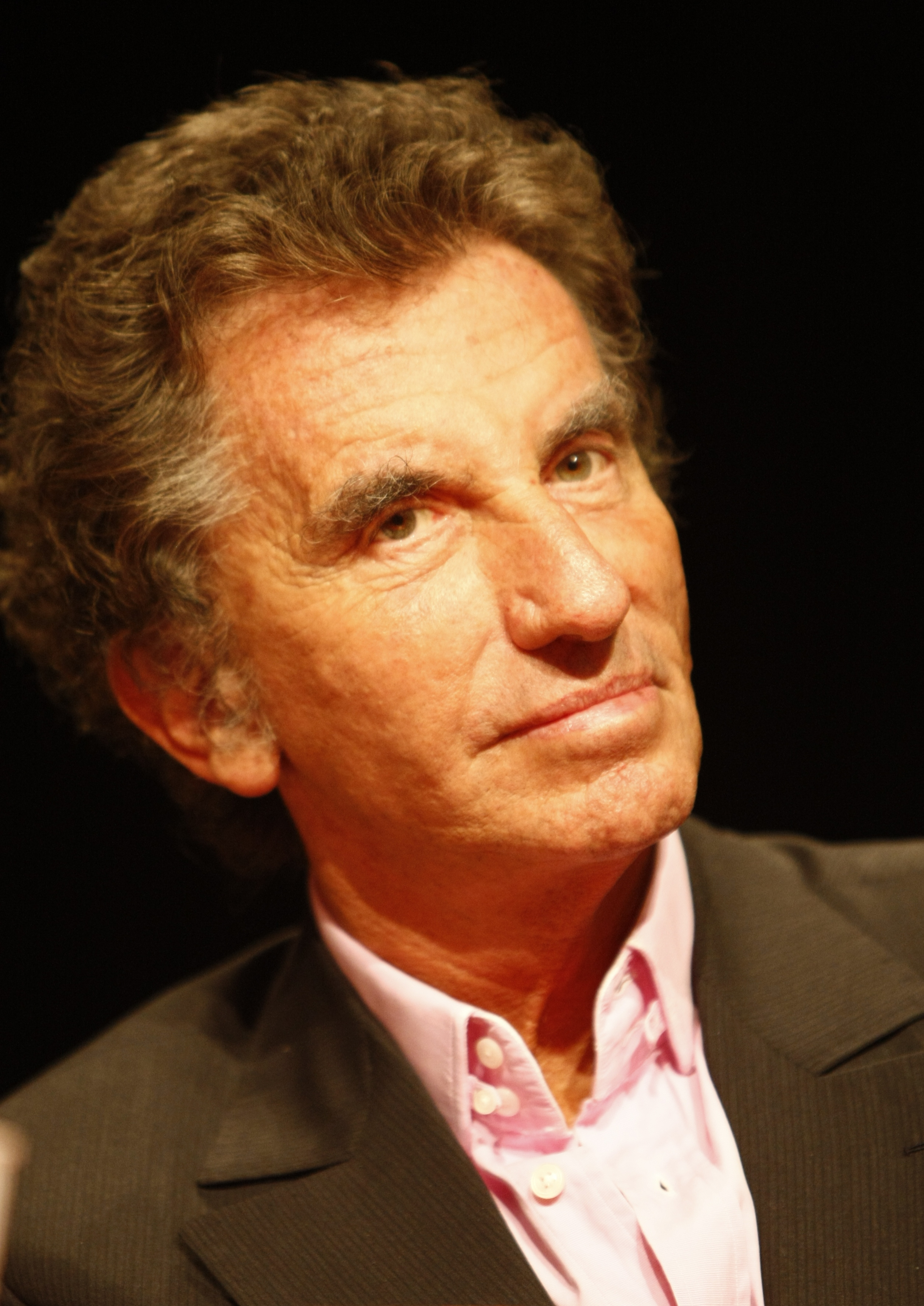
Jack Lang, ancien ministre de la culture qui aide à organiser le symposium.

Sous le haut patronage de Jack Lang, ministre de la culture, ce symposium est organisé par la ville de Thiers avec la participation du ministère de la culture, de la direction régionale des affaires culturelles, du ministère de la recherche et de la technologie, de la délégation régionale de la recherche et de la technologie, du ministère du commerce, de l'artisanat et du tourisme, du ministère de l'éducation nationale, du conseil régional d'Auvergne, du département du Puy-de-Dôme, du Parc naturel régional du Livradois-Forez, de la fédération des industries mécaniques et transformatrices des métaux ainsi que de la Société des Autoroutes du sud de la France,,.
Plusieurs autres organisations viennent également participer à l’élaboration des œuvres comme des entreprises du bassin Thiernois (Aciers Bonpertuis, Ets Boudal ou encore Brosson), des forges (Forges Brunel, Forges Delaire ou encore Forginal), des lycées (Lycée Germaine-Tillion et Lycée Montdory) ou encore les Transports urbains thiernois qui participent aux déplacements des différents acteurs et touristes voyageant entre les œuvres.

## Entretien des œuvres depuis 1985
Après la mise en place des œuvres — qui pour une partie devaient rester seulement quelques mois sur la commune, la ville de Thiers est garante de l'entretien de ces dernières. Jusqu'au début du XXIe siècle, les œuvres sont suivies par les services municipaux et remises en place lorsque celles-ci tombent ou se cassent — c'est le cas par exemple de l'oeuvre de Dennis Oppenheim qui fut démonté par des manifestants agriculteurs mécontents de la sculpture en 1991, puis rapidement remontée par la ville quelques jours après.

Aujourd'hui, même si la majorité des œuvres sont encore en place, une partie de celles-ci sont démantelées. La plus grande œuvre, La Guillotine de Dennis Oppenheim, est démantelée au début des années 2000 sous l'impulsion de Thierry Déglon. Elle est ensuite entreposée dans un entrepôt (la future maison de la jeunesse au Moutier) avant que l'ancien maire de Thiers ne donne pas de réponse quant à sa localisation en 2018 au journal La Montagne. Les autres œuvres principales sont toujours en place — bien qu'une partie d'entre elles soient en mauvais état de conservation, comme le Pont Épée devant le Creux de l'enfer, Le Navire devant le pont du Navire ou encore les Orbes de Borbe qui sont restaurées en 2015 par la ville de Thiers alors qu'elles étaient tombées.

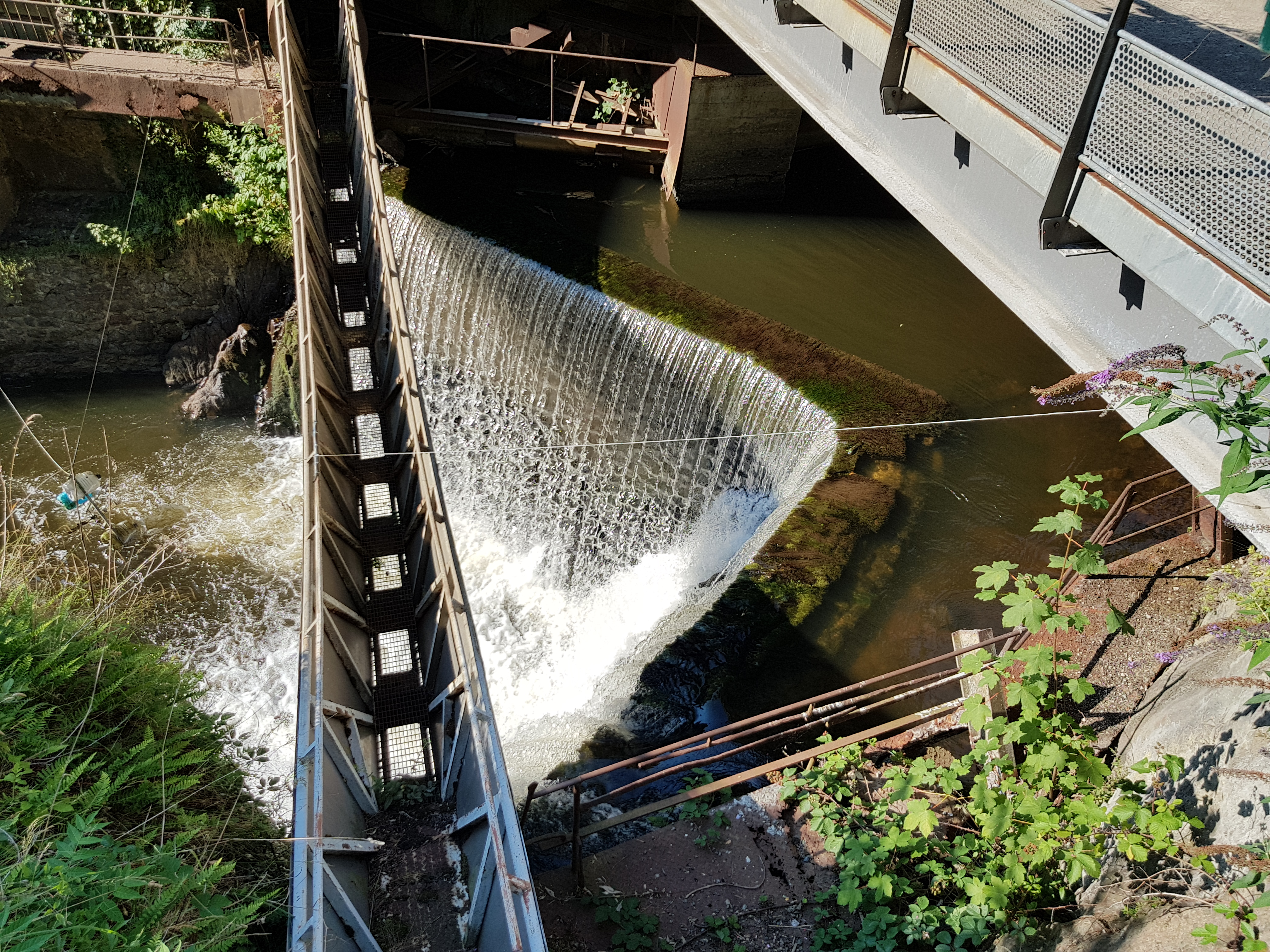
Le pont Épée devant l'usine du Creux de l'enfer.
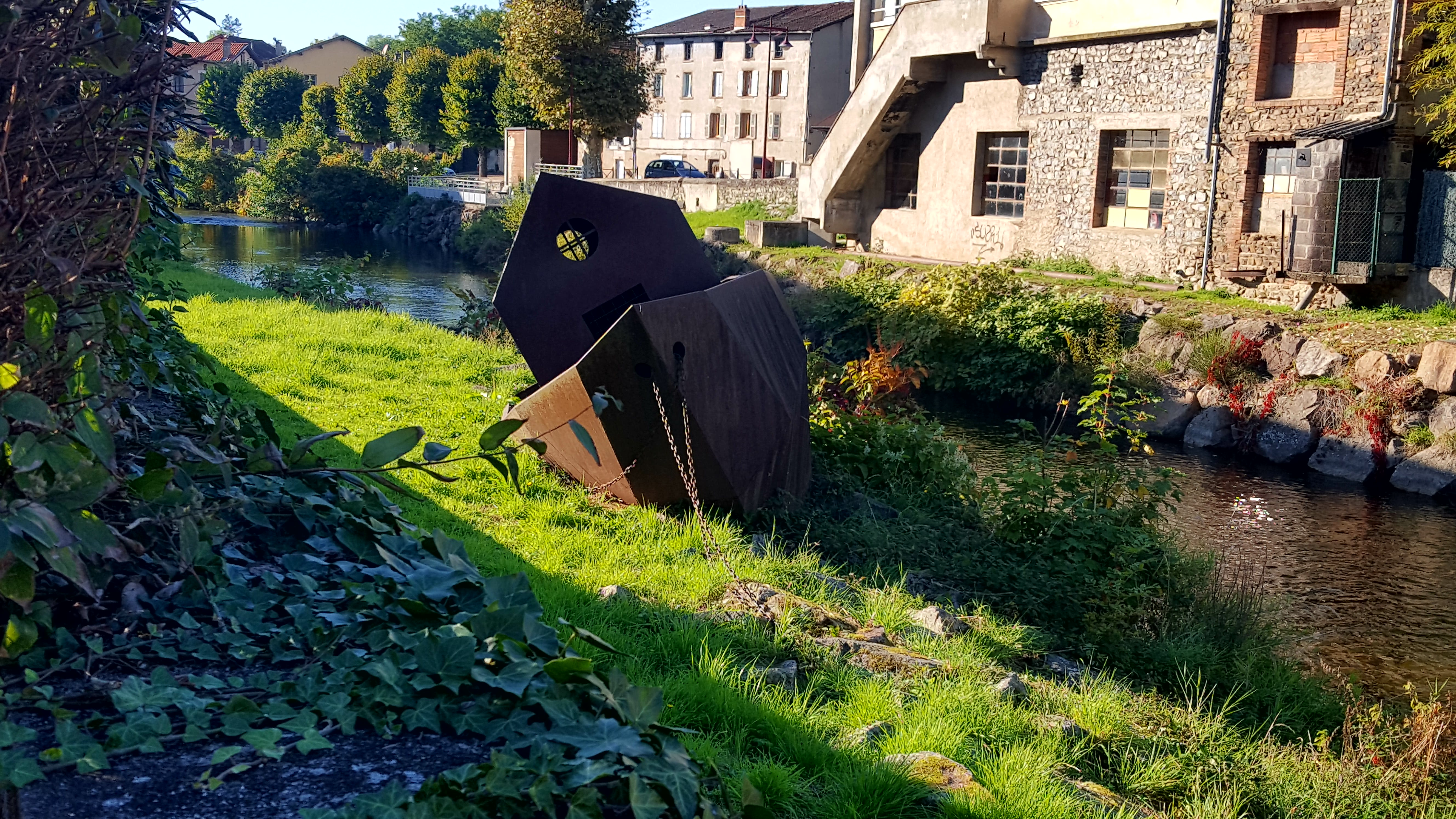
Le navire qui donne son nom au pont du navire en 2017.
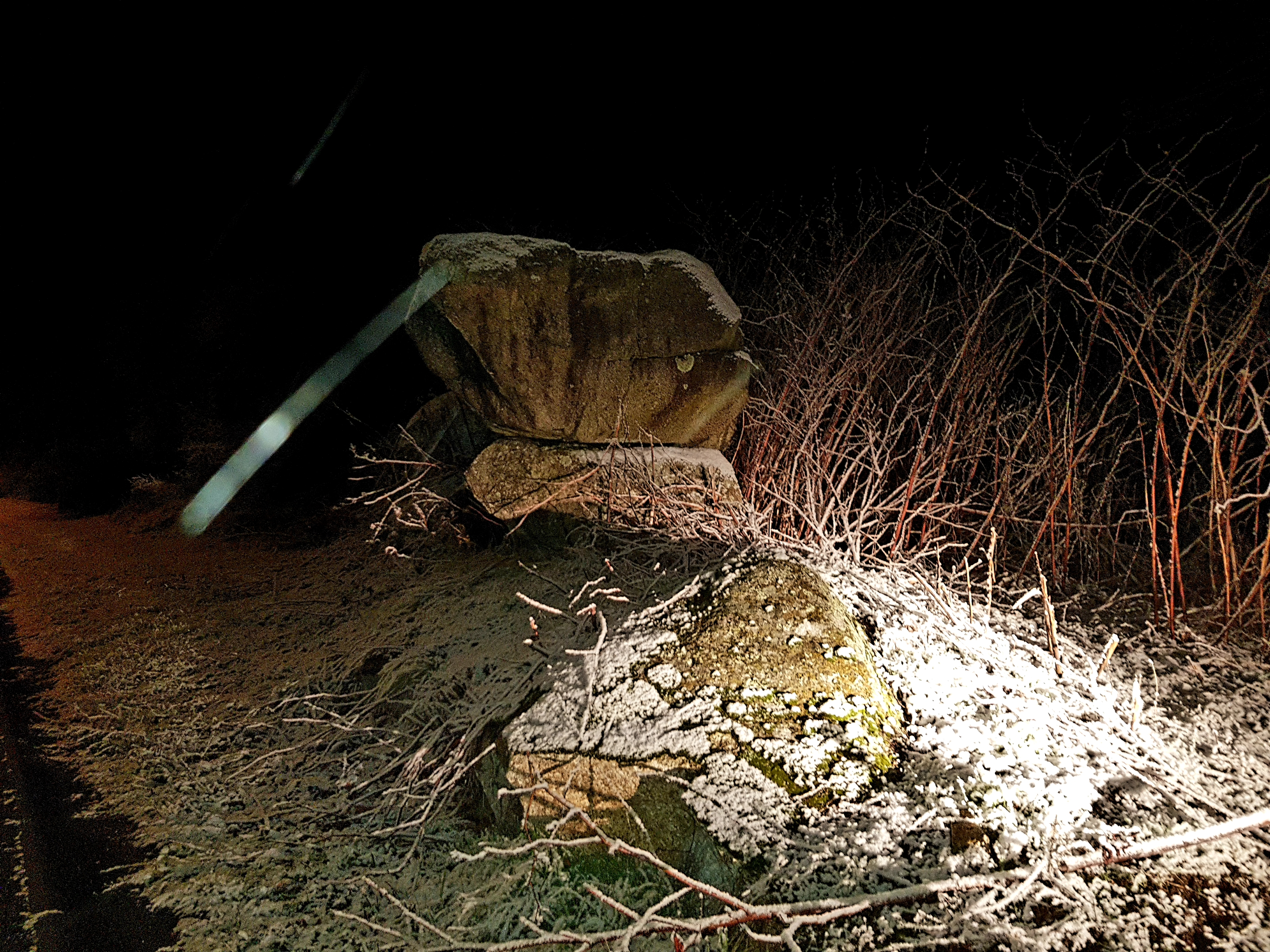
Pierre plate qui donne son nom au quartier qui l'entoure.
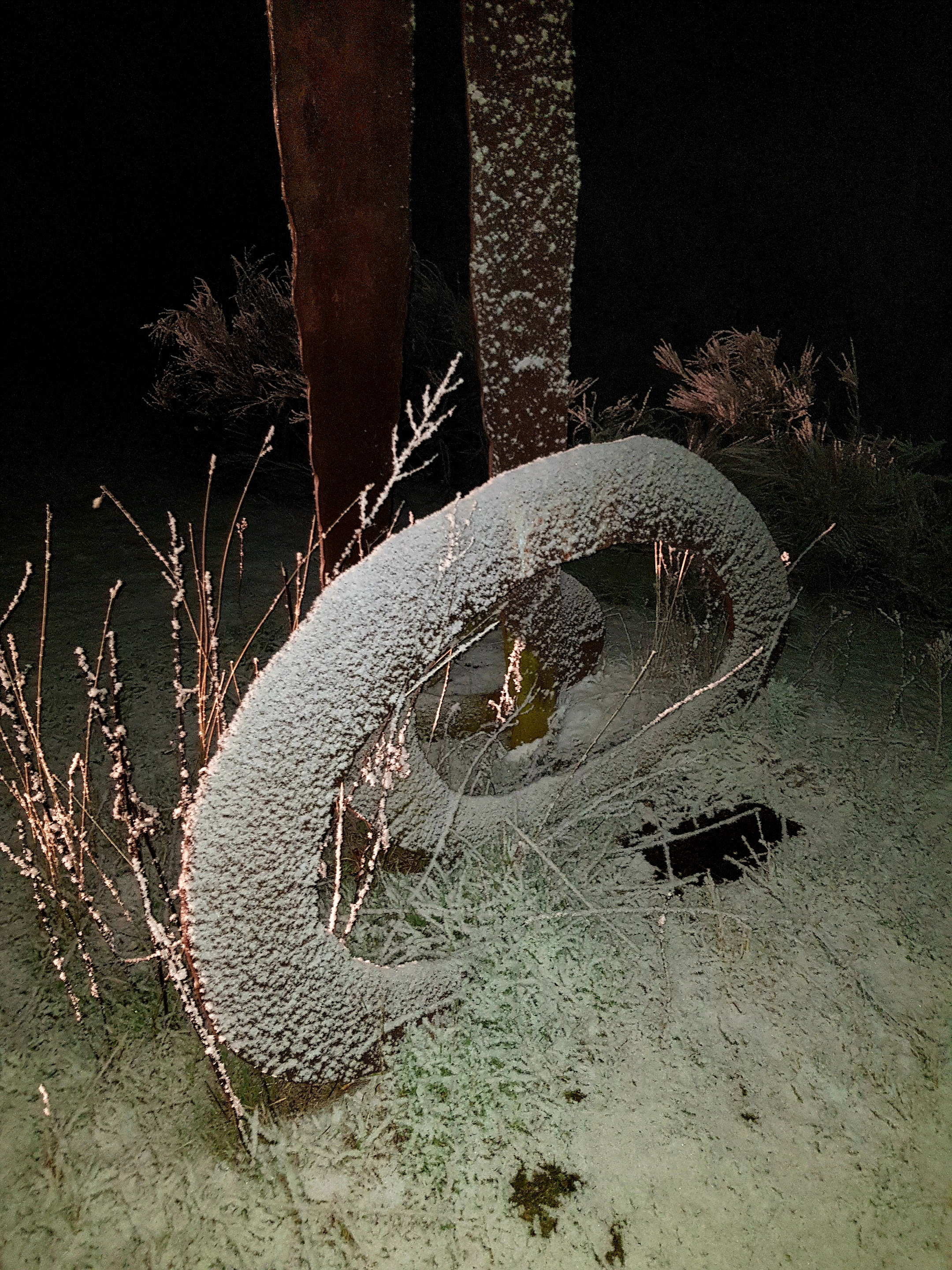
Une des Orbes de Borbe enneigée.

## Signalisation des œuvres
Pour être signalées, les œuvres sont à l'origine toutes indiquées par une plaquette rappelant qu'elles ont été construites en 1985 lors du Symposium national du sculpture monumentale métallique, ainsi qu'avec le nom du sculpteur en dessous du cadre. En 2018, seules deux sculptures sont toujours indiquées par une plaquette : Les Sphères de Vladimír Škoda et l'œuvre de Mart Legersté.

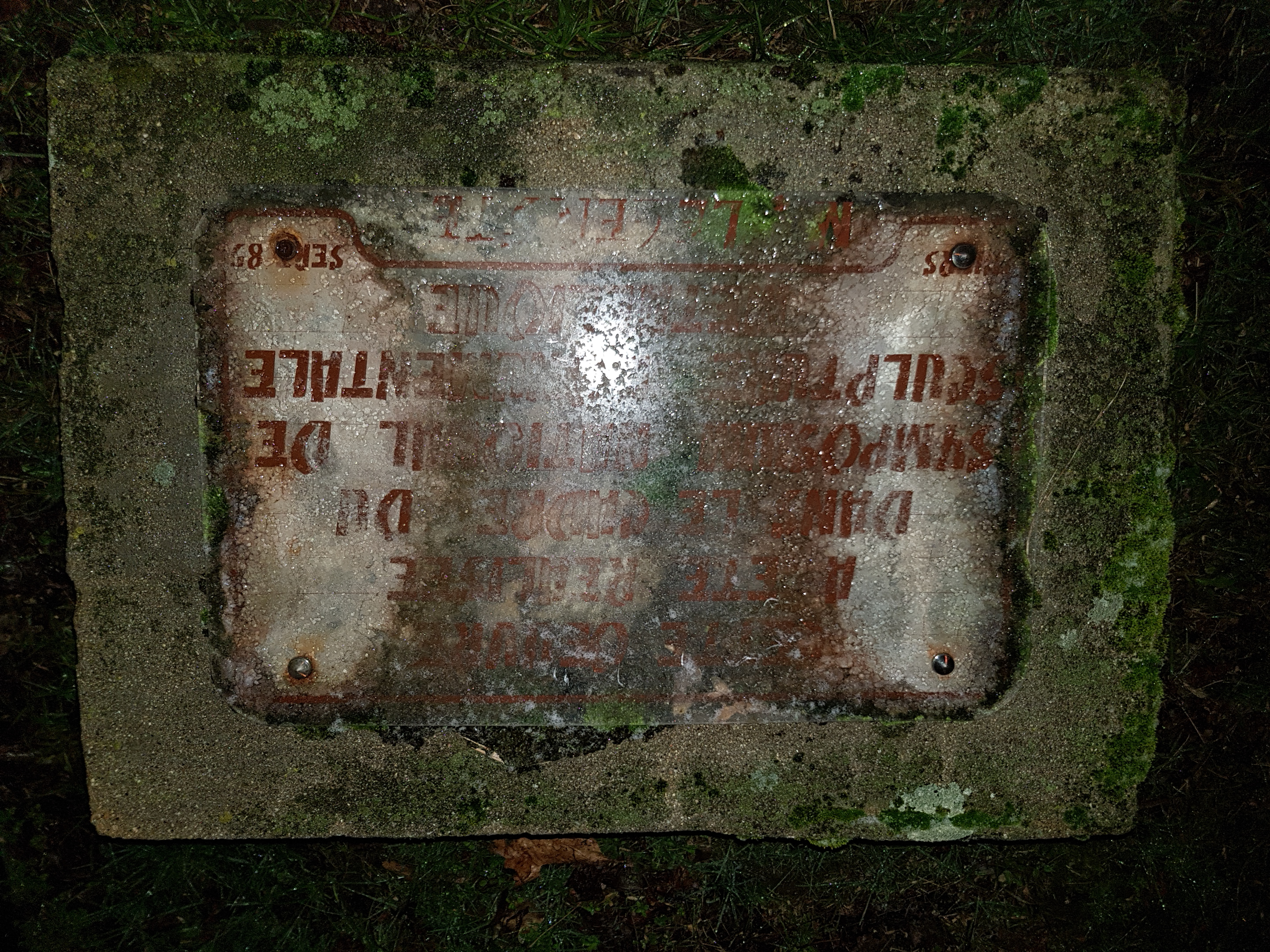
Plaquette de l'œuvre de Mart Legersté en javier 2019.
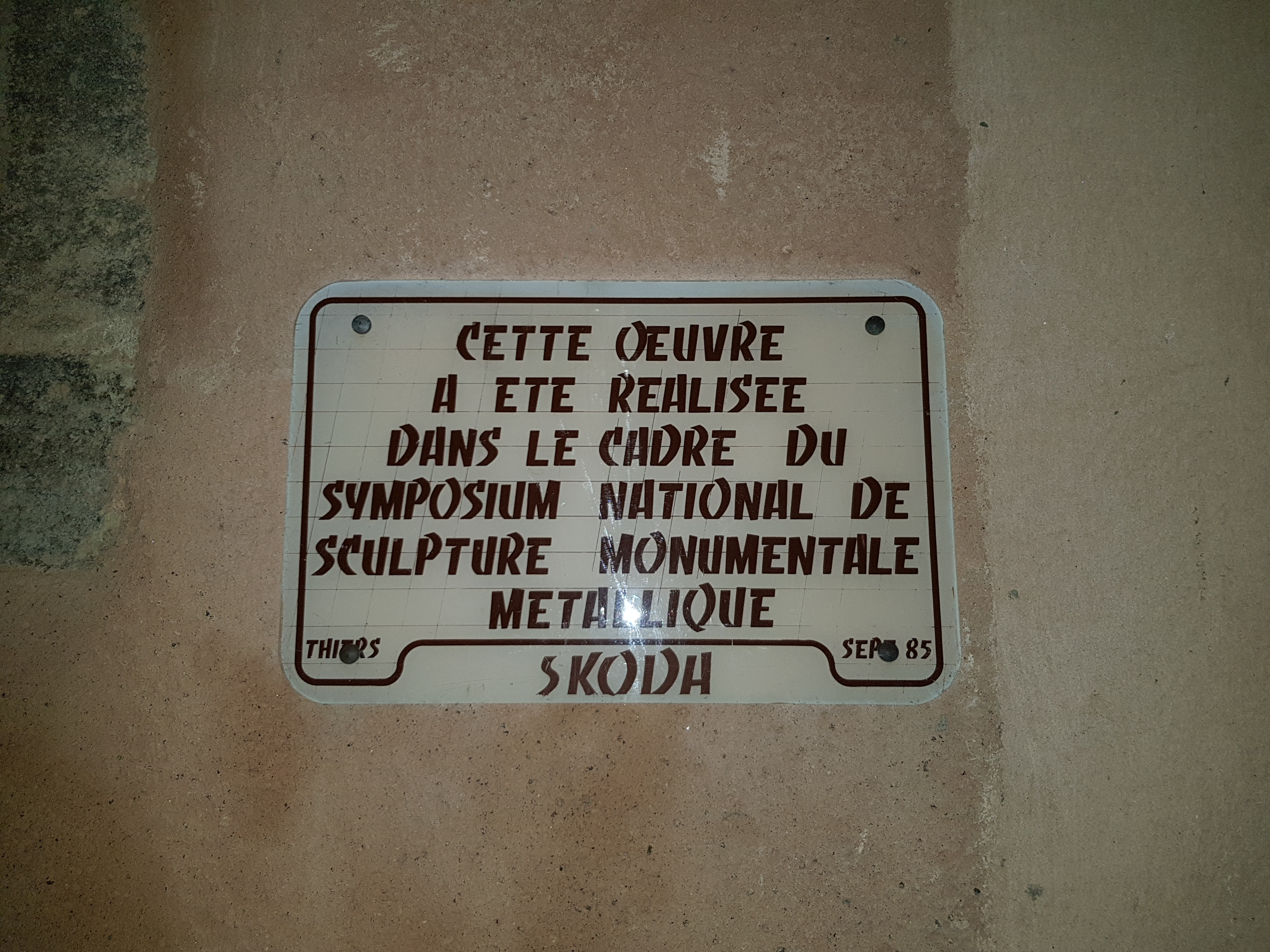
Plaquette des sphères de Skoda en janvier 2019.